# Nannocyrtopogon stonei
Nannocyrtopogon stonei är en tvåvingeart som beskrevs av Wilcox och Martin 1957. Nannocyrtopogon stonei ingår i släktet Nannocyrtopogon och familjen rovflugor.
Artens utbredningsområde är Kalifornien. Inga underarter finns listade i Catalogue of Life.